# Гуанозин
Гуанозинът представлява пуриновата нуклеотидна база гуанин свързан с рибоза (рибофураноза) чрез β-N9-гликозидна връзка. Гуанозинът може бъде фосфорилиран до гуанозинмонофосфат (ГМФ), цикличен гуанозинмонофосфат (цГМФ), гуанозиндифосфат (ГДФ) и гуанозинтрифосфат (ГТФ). Тези фосфорилирани форми изпълняват важни функции в определени биохимични процеси като синтез на нуклеинови киселини и белтъци, цикъл на Кребс, фотосинтеза, мускулно съкращение, сигнална трансдукция (цГМФ). Ако гуанинът е всързан за C1 въглеродния атом на дезоксирибоза, тогава полученият конюгат е известен като дезоксигуанозин.
Противовирусното вещество ацикловир, използван за лечение на херпес, е структурно подобен на гуанозина.
Гуанизинът е нужен за сплайсинга на иРНК, при самосплайсиращи се интрони, когато те се самоизрязват и лигират екзоните на иРНК.